# Ягельниця (Нижньосілезьке воєводство)
Ягельниця (пол. Jagielnica, нім. Alt Jägel) — село в Польщі, у гміні Пшеворно Стшелінського повіту Нижньосілезького воєводства.
Населення — 86 осіб (2011).
У 1975-1998 роках село належало до Валбжиського воєводства.

## Демографія
Демографічна структура станом на 31 березня 2011 року:
|          | Загалом | Допрацездатний вік | Працездатний вік | Постпрацездатний вік |
| -------- | ------- | ------------------ | ---------------- | -------------------- |
| Чоловіки | 43      | 5                  | 34               | 4                    |
| Жінки    | 43      | 6                  | 24               | 13                   |
| Разом    | 86      | 11                 | 58               | 17                   |